# Sarcophaga pyrenaica
Sarcophaga pyrenaica is een vliegensoort uit de familie van de dambordvliegen (Sarcophagidae). De wetenschappelijke naam van de soort is voor het eerst geldig gepubliceerd in 1941 door Eugène Séguy.